# Renula

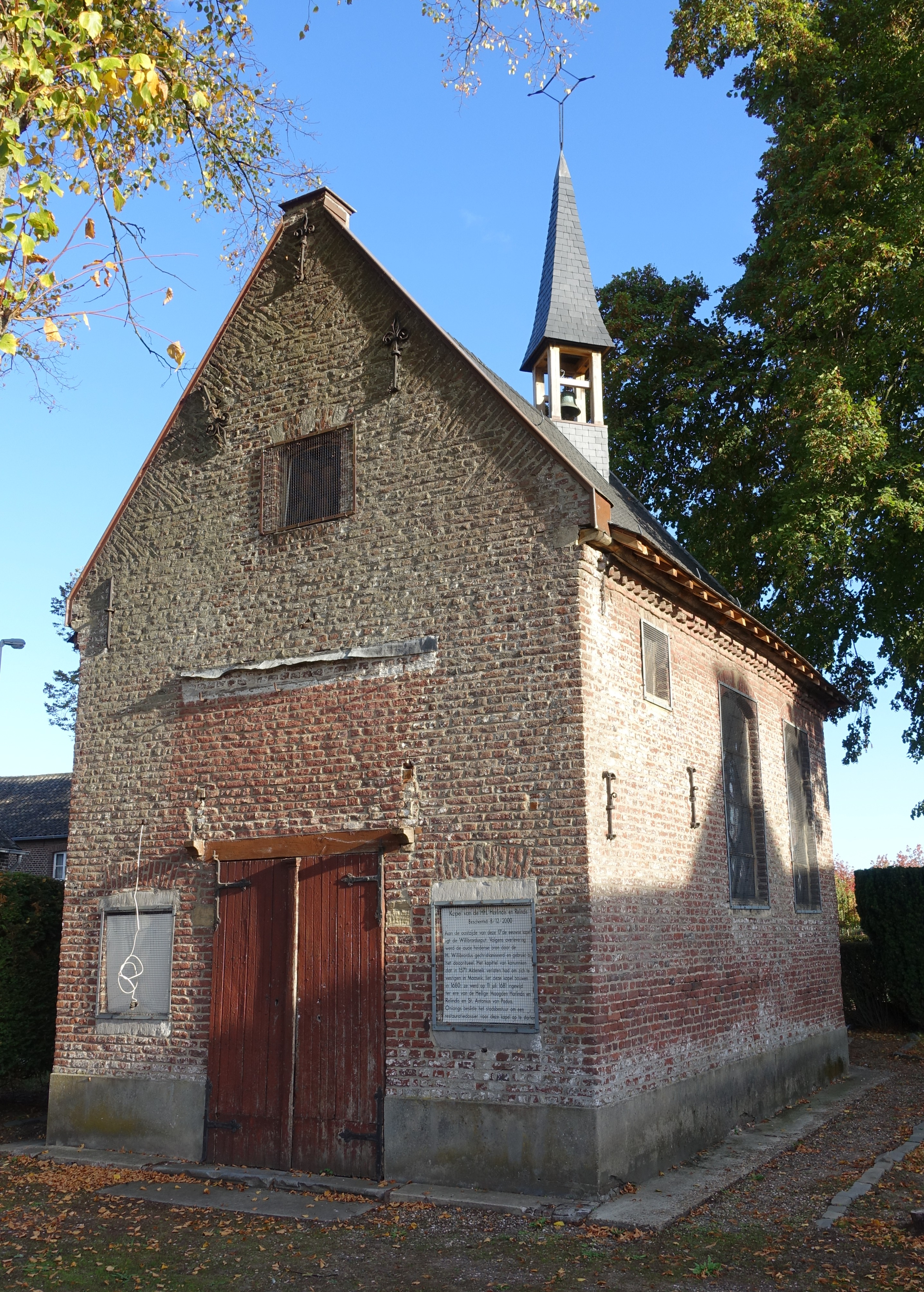
Capilla en Aldeneik, dedicada a Herlinda y Relinda

Santa Renula o Relinda (f. 750), hermana de Santa Herlinda, fue hija del conde Adelardo que construyó el monasterio benedictino de Maaseik para sus hijas. Herlinda fue abadesa hasta su muerte, después que Relinda fue nombrada para substituirla por San Bonifacio.
Su festividad se celebra el 6 de febrero. 